# Giorgetto Giugiaro
Giorgetto Giugiaro (Garessio, 7 agosto 1938) è un designer e imprenditore italiano.

## Biografia[1]
Giugiaro nasce in una famiglia di artisti: il bisnonno Paolo, il nonno Luigi e il padre Mario sono stati pittori, affrescatori di chiese e palazzi, e musicisti. Gli anni giovanili sono per lui formativi, sia in campo figurativo che a livello creativo.
A 14 anni si trasferisce a Torino per seguire corsi di belle arti alternati a studi di progettazione tecnica. A 17 anni entra nel Centro Stile Fiat come apprendista designer, chiamato da Dante Giacosa. Nel 1959 Nuccio Bertone affida al designer ventunenne la responsabilità di gestire il Centro Stile della sua Carrozzeria.
Dopo 5 anni passa a dirigere il Centro Stile e Progetti della Ghia e il 13 febbraio 1968 fonda con Aldo Mantovani la Italdesign, una società indipendente concepita con una formula innovativa, con lo scopo di offrire servizi di creatività, di engineering e di avviamento alla produzione per i costruttori mondiali di veicoli a motore. Con questo marchio ha disegnato oltre 200 modelli, entrati in produzione per un totale di circa 50 milioni di auto circolanti. Portano la sua firma le vetture Volkswagen degli anni ’70 (Golf, Scirocco e Passat). Per il Gruppo Fiat ha creato le Lancia Delta, Thema, e Prisma e le Fiat Panda, Uno, Croma, Punto. Seguono le Maserati Coupé e Spyder, la nuova Croma, la Grande Punto, la Fiat Sedici e la più recente famiglia di modelli Alfa Romeo.
Nel 1972 fonda anche una unità di disegno industriale (Industrial Design Division, ben presto strutturata sotto il marchio Giugiaro Design) per realizzare progetti destinati ai più disparati settori del transport, dei beni durevoli e di consumo (veicoli industriali e commerciali, trattori e macchine agricole, treni, imbarcazioni, moto, biciclette, elettrodomestici, articoli di arredo e di illuminotecnica, orologi, macchine fotografiche, macchine per ufficio, strumenti musicali e sanitari, attrezzi per lo sport e il tempo libero, food design, grafica, packaging ed ultimamente anche fucili d'assalto).
Sposato con Maria Teresa Serra e padre di due figli, nel 1999 ottiene dal presidente Carlo Azeglio Ciampi la nomina a Cavaliere del lavoro.
Dal 2010 Italdesign Giugiaro entra a far parte di Volkswagen Group come centro italiano di stile e ingegneria che dà lavoro a quasi mille maestranze; nel luglio 2015 cede le sue ultime quote in azienda e, a fine dello stesso anno, fonda con il figlio Fabrizio GFG Style, società indipendente dedicata allo sviluppo di progetti nel campo del design dell’automobile.
Tra le sue attività si possono ricordare la partecipazione attiva nell'organizzazione dei XX Giochi olimpici invernali, il design della passeggiata a mare di Porto Santo Stefano all’Argentario nel 1983, e la progettazione dell'organo della cattedrale di Losanna, composto da circa 7000 canne, inaugurato nel 2003.
Giugiaro è stato l'autore della vela del simbolo del Centro Cristiano Democratico.

## Riconoscimenti
- Nel 1984 ha ottenuto la laurea honoris causa in Design, presso il Royal College of Art di Londra[8]

- Nel 1996 ha ottenuto la laurea honoris causa in Design, presso l'Università di Rousse in Bulgaria[8]
- Nel 2002 ha ottenuto la laurea honoris causa in Architettura, presso la Università degli Studi della Campania Luigi Vanvitelli[8]
- Nel 2003 ha ottenuto la laurea honoris causa in Architettura, presso il College for Creative Studies di Detroit[8]
- Nel 2004 ha ottenuto la laurea honoris causa in Architettura, presso l'Università di Córdoba in Argentina[8]

- L'11 novembre 2010 ha ottenuto la laurea honoris causa in Architettura, presso il Politecnico di Torino[11] con la seguente motivazione:

- Sono 7 le lauree ad honorem conferite a Giugiaro e 5 i premi Compasso d’Oro assegnatigli dall’ADI, l’Associazione Italiana per il Disegno Industriale.
- Nel 1999 gli viene conferita la nomina a  “Car Designer del Secolo”, assegnatagli a Las Vegas da una giuria di 120 giornalisti ed esperti internazionali.

## Alcuni modelli progettati

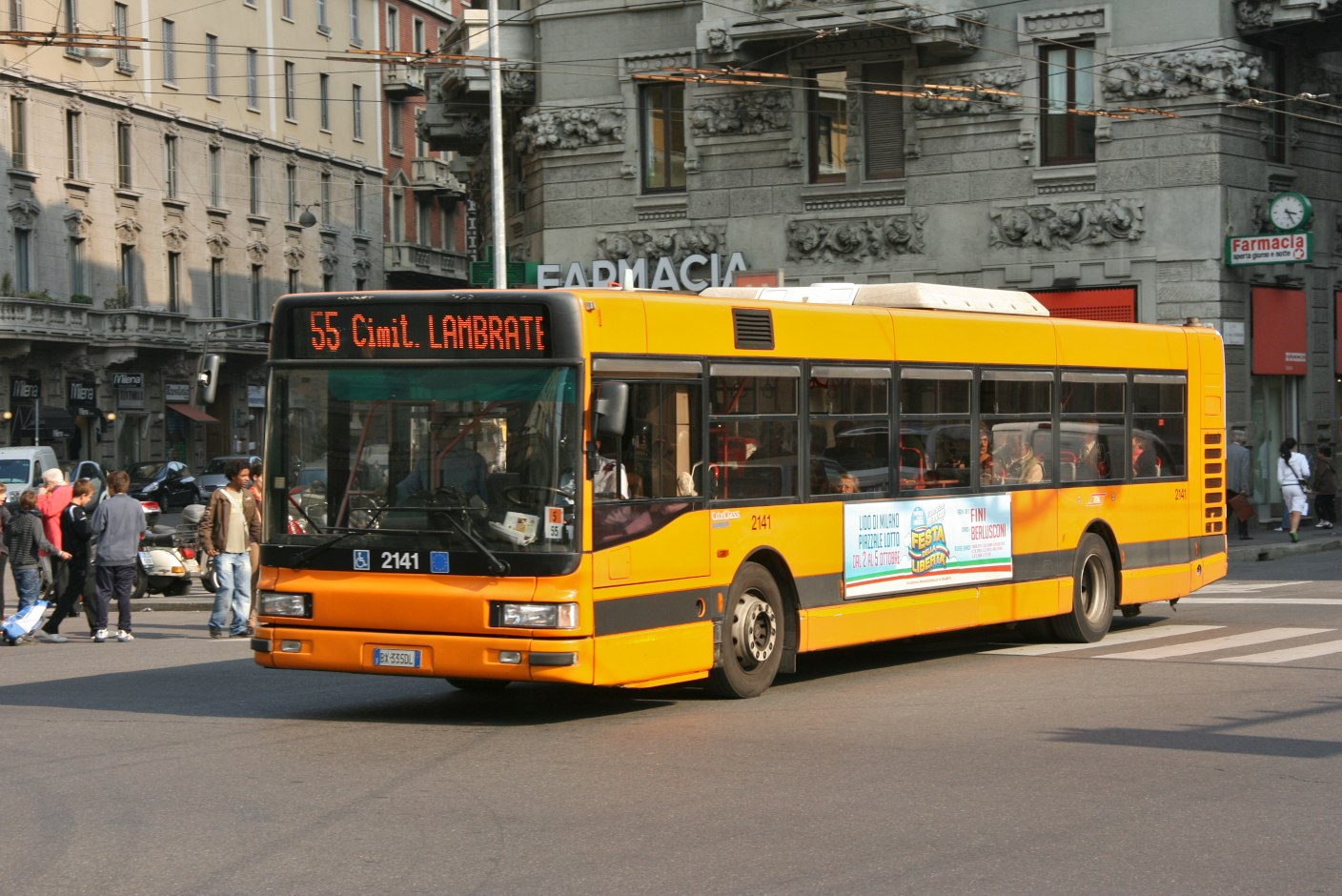
Iveco 491 CityClass (1996)

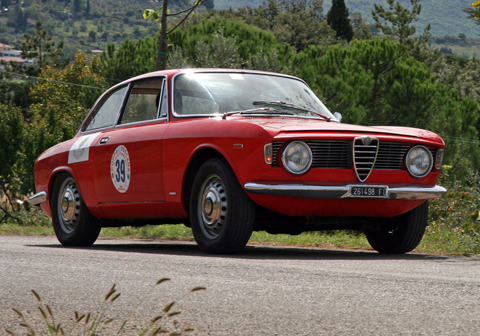
Alfa Romeo Giulia Sprint GT

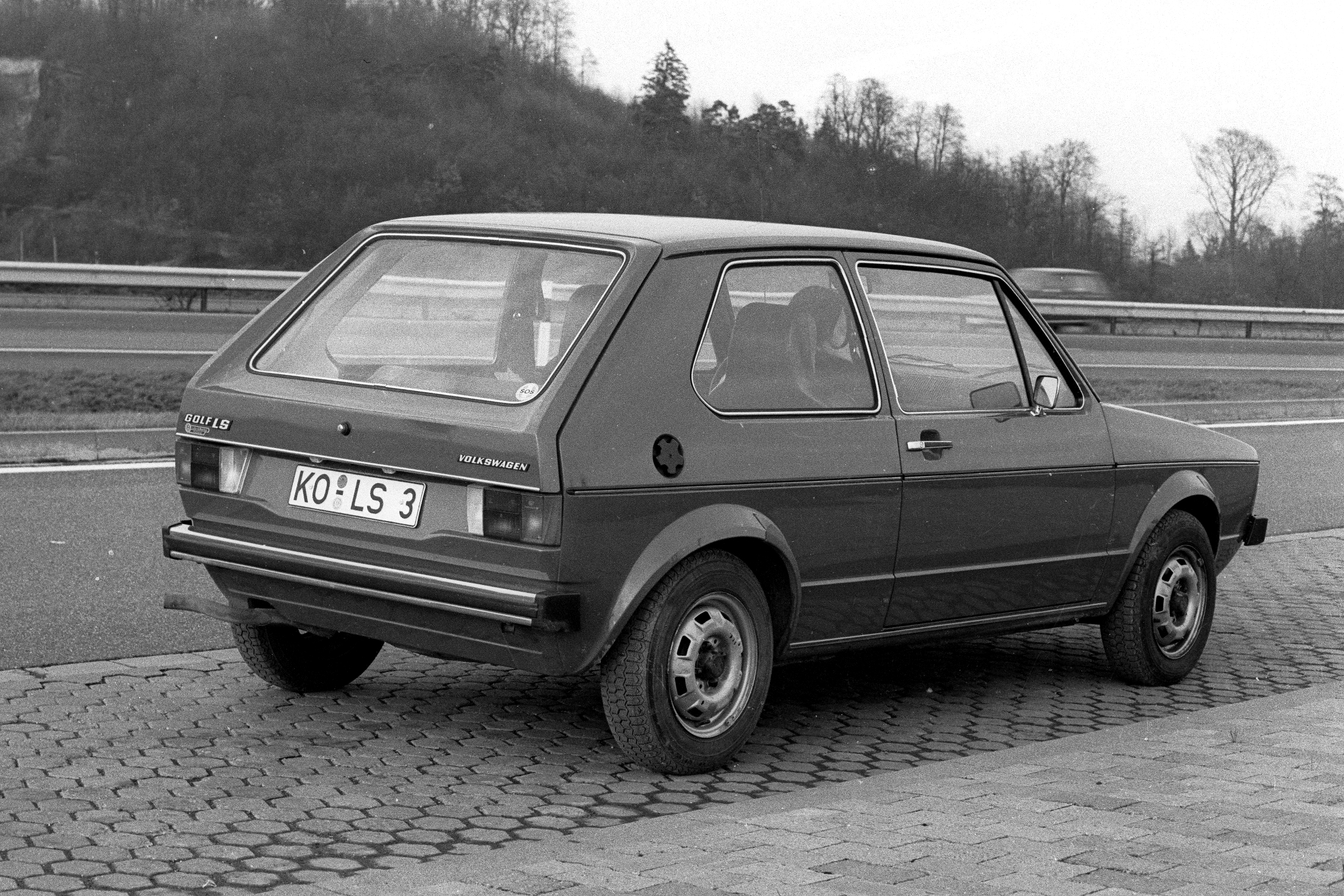
VW Golf I

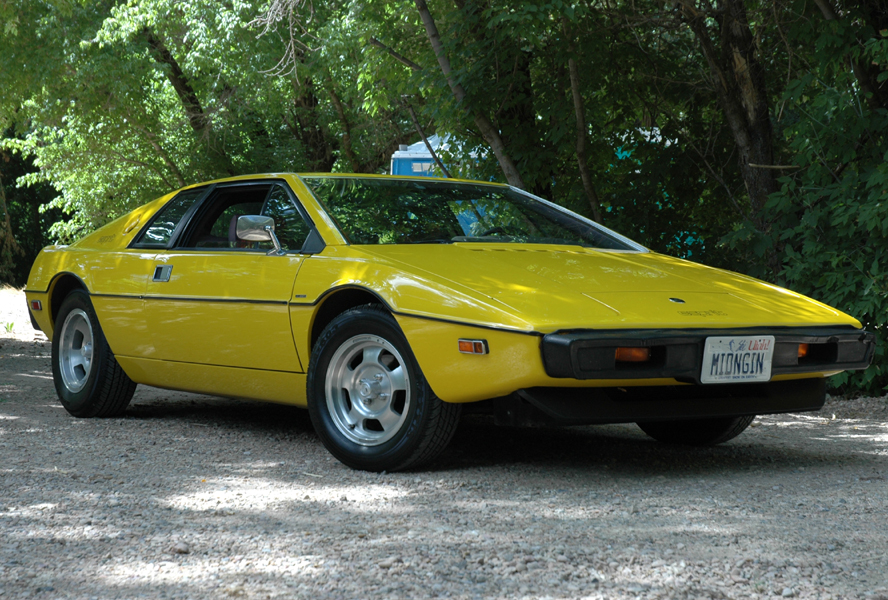
Lotus Esprit S1

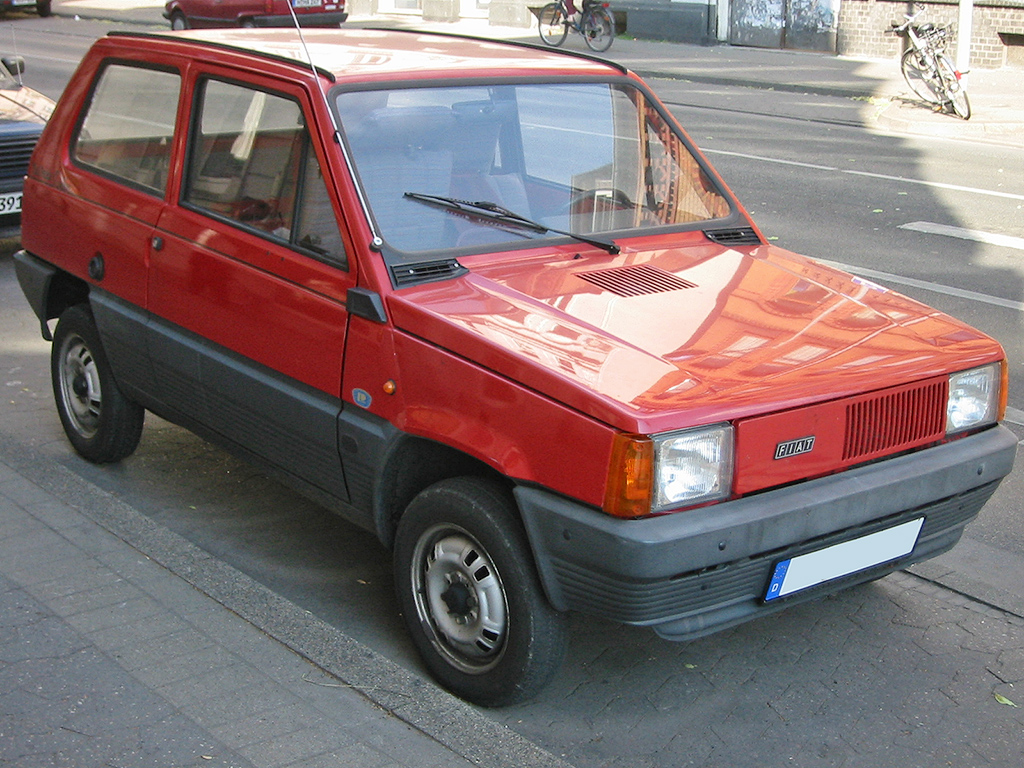
Fiat Panda

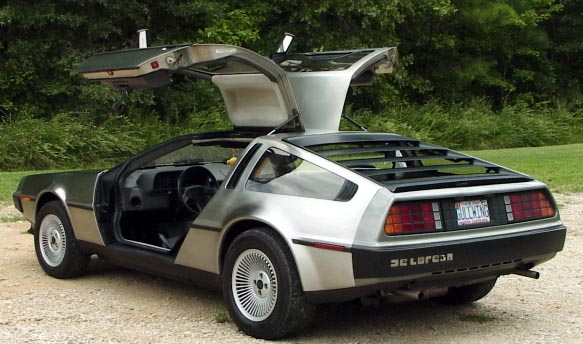
DeLorean DMC-12

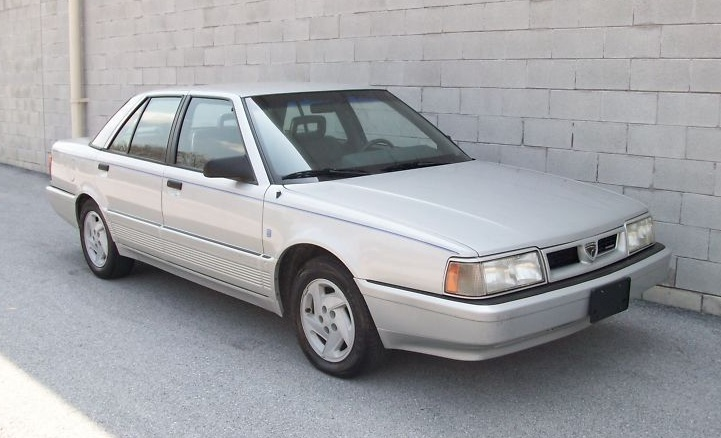
Eagle Premier ES Limited

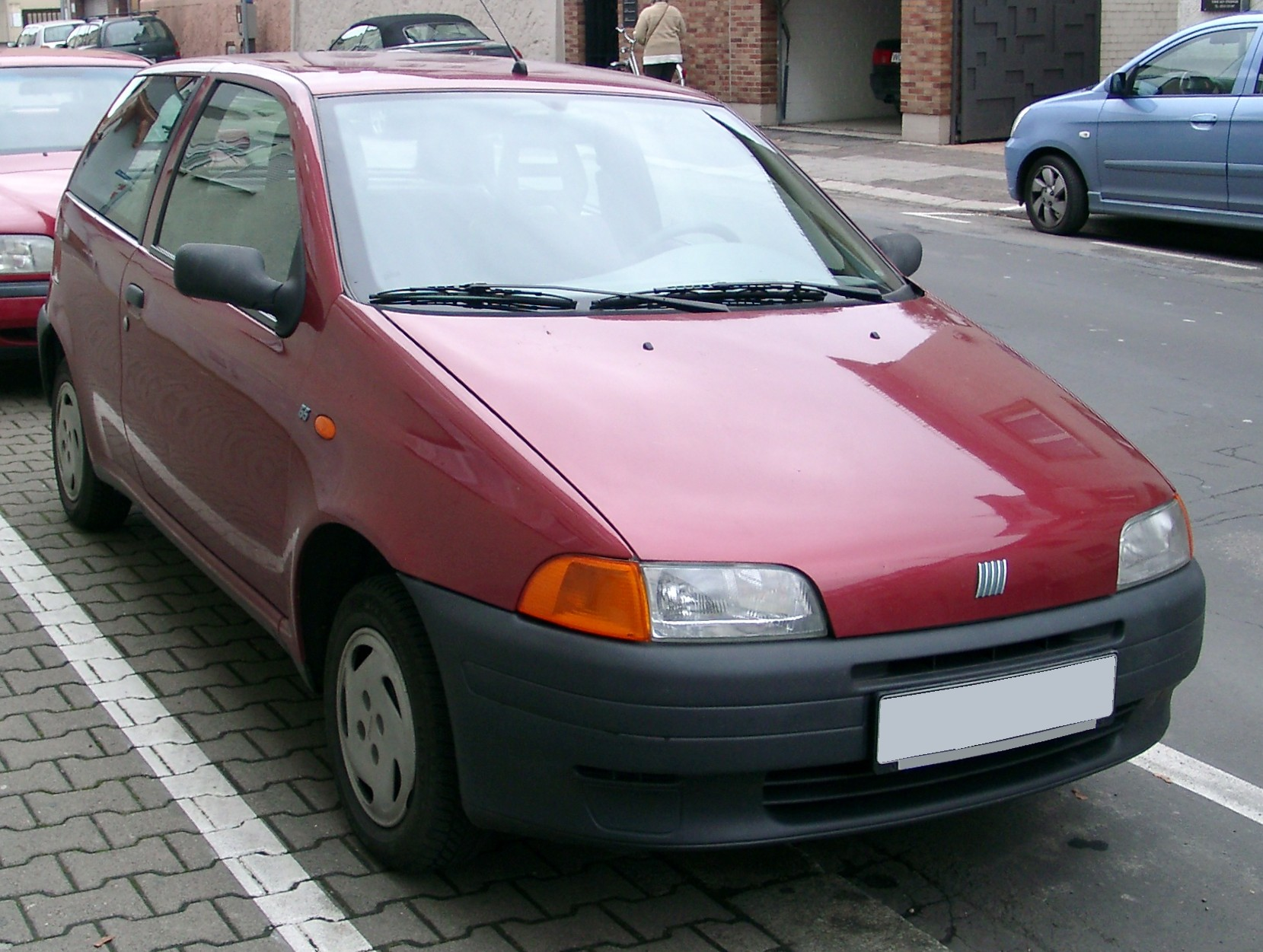
Fiat Punto

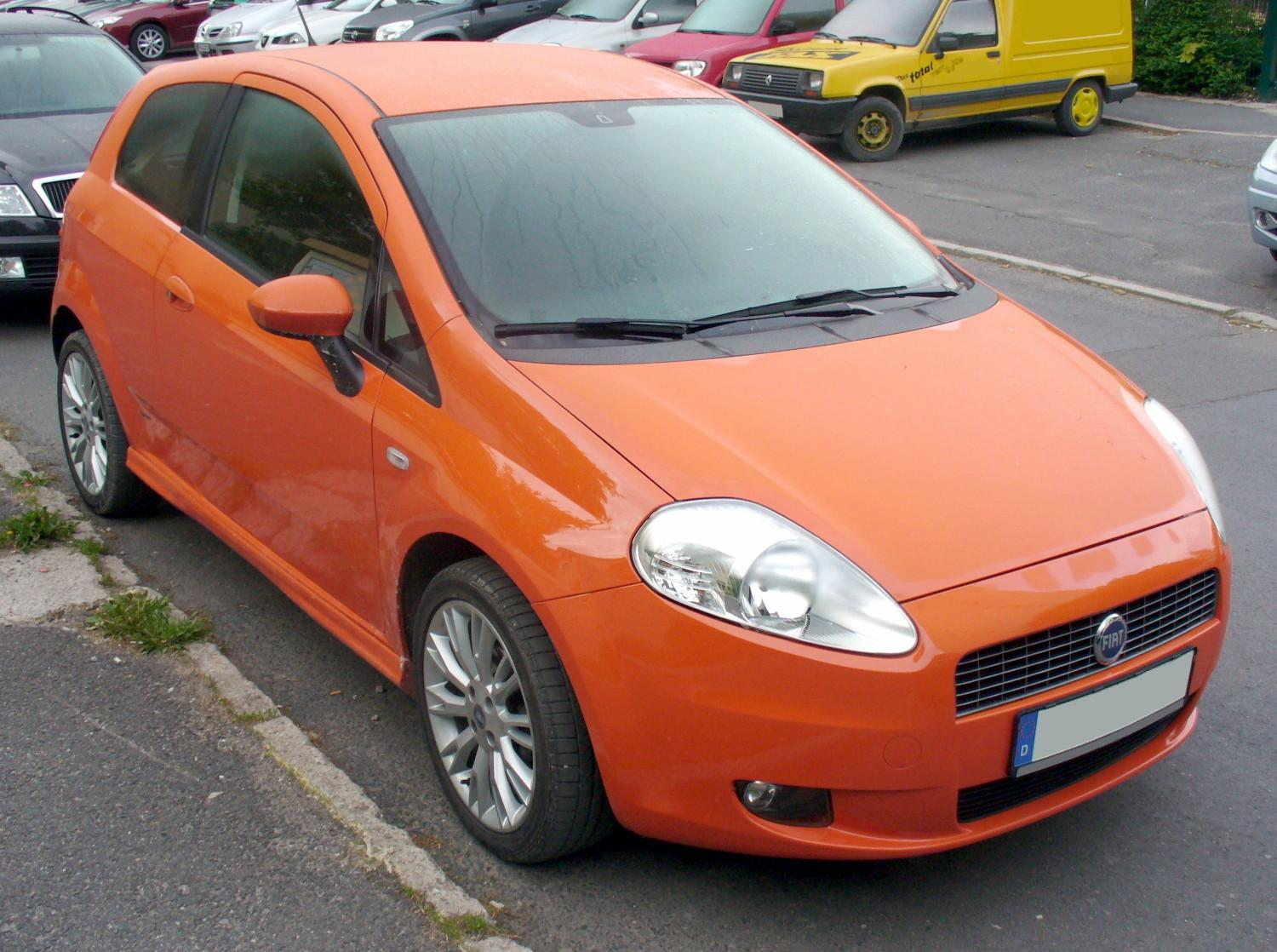
Fiat Grande Punto

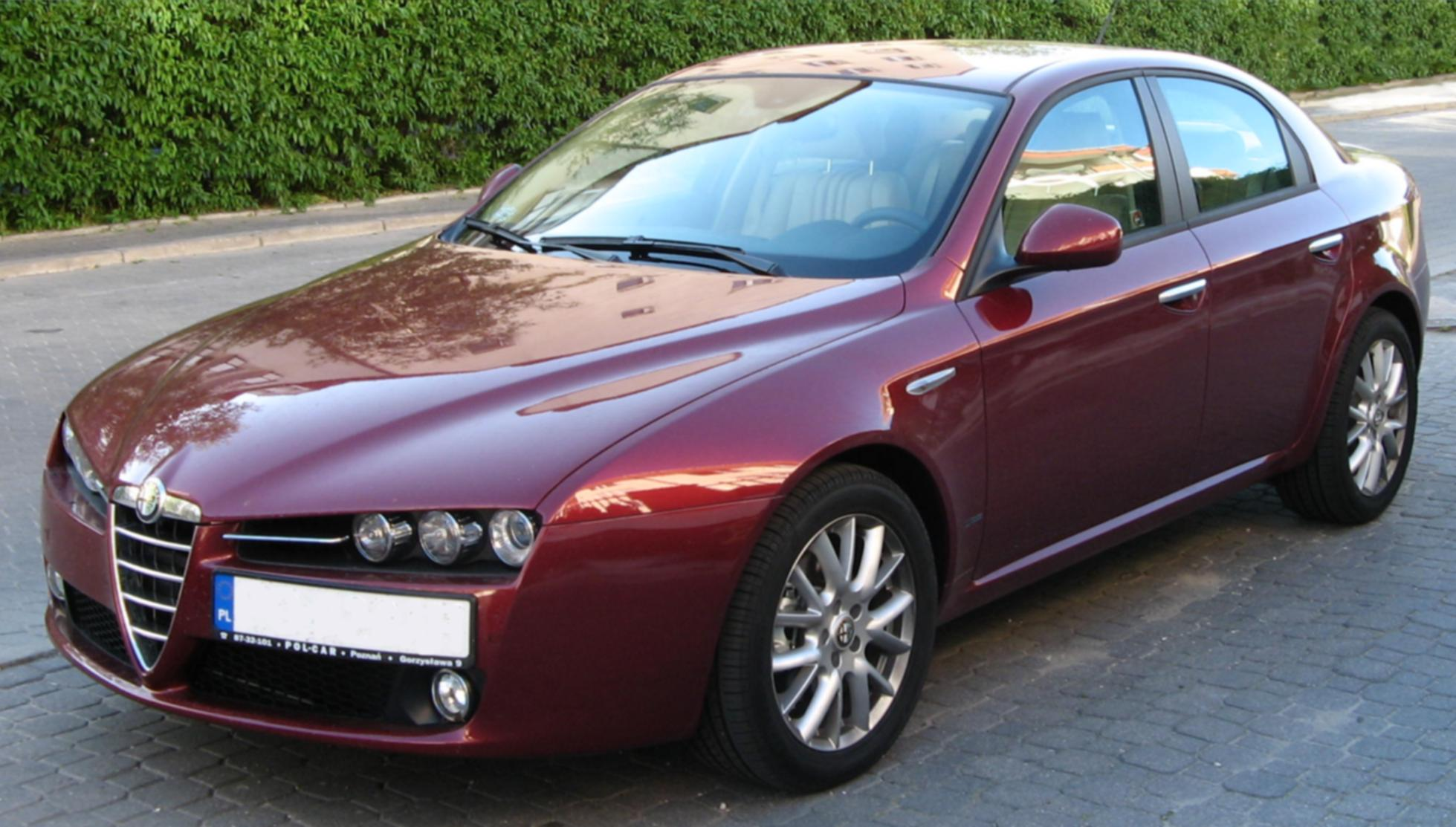
Alfa Romeo 159

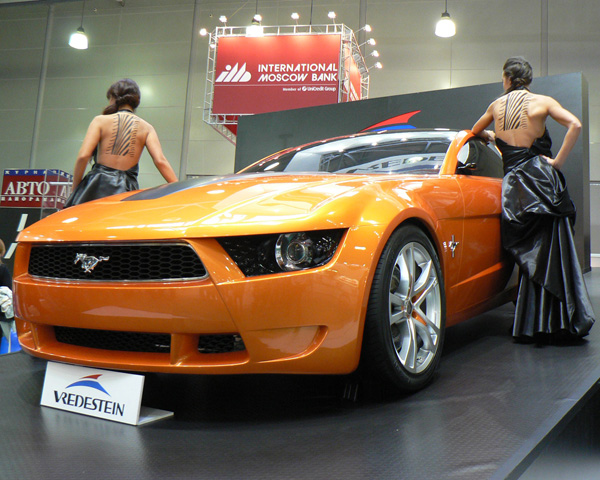
Ford Mustang Giugiaro Concept del 2008

Durante la sua lunga carriera Giugiaro ha collaborato con molti carrozzieri e case automobilistiche creando o contribuendo a creare numerosi modelli, tra i quali:
per l'Alfa Romeo:
- 2000 Sprint (1959)
- 2600 Sprint (1962)
- Caimano (1971)
- Iguana (1968)
- Canguro (1964)
- Visconti (2004)
- Alfasud (1972)
- Alfasud Sprint (1976)
- Brera (2002)
- Giulia Sprint GT (1963)
- Alfetta GT (1974)
- 156 (III serie) (2003)
- 159 (2005)

per l'ASA
- 1000 GT

per l'Audi:
- Audi 80
- Audi 100
- Audi Asso di Picche

per la BMW:
- BMW M1
- BMW Asso di Quadri

per la Daewoo:
- Daewoo Matiz
- Daewoo Kalos
- Daewoo Lanos
- Daewoo Lacetti
- Daewoo Nubira
- Daewoo Leganza
- Daewoo Tacuma

per la Daihatsu:
- Daihatsu Cuore

Per la DeLorean:
- DeLorean DMC-12

per la FIAT:
- Fiat Panda
- Fiat Albea
- Fiat Punto
- Fiat Uno
- Fiat Croma (2005)
- Fiat Grande Punto
- Fiat Sedici
- Fiat Idea

per la Iveco
- Iveco Daily quarta serie
- Iveco MyWay
- Iveco 491 CityClass

per la Iso Rivolta
- GT 300/340
- Grifo

per la Isuzu
- Isuzu Asso di Fiori
- Isuzu Gemini Coupe
- Isuzu 117 Coupe
- Isuzu Piazza

per la Lancia
- Megagamma (1978)
- Lancia Delta
- Lancia Thema
- Lancia Prisma
- Lancia Musa

per la Lotus
- Lotus Esprit

per la Maserati:
- Maserati MC12
- Maserati Simun
- Maserati Bora
- Maserati Ghibli
- Maserati Merak
- Maserati 3200 GT
- Maserati Kubang

per la Mini
- Mini

per la Renault:
- Renault 19
- Renault 21

per la SAAB:
- SAAB 9000

per la SsangYong
- SsangYong Korando (terza generazione, 2011)

per la SEAT:
- SEAT Córdoba
- SEAT Ibiza
- SEAT Marbella
- SEAT Málaga
- SEAT Toledo
- SEAT León

per la Volkswagen:
- Volkswagen Golf I
- Volkswagen Scirocco
- Volkswagen Passat
- Volkswagen W12 Coupé

per la Ligier:
- Be up

per la Barbi:
- Volvo B10M e B12 Italia 99